# Antifane di Berge
Antifane di Berge (in greco antico: Ἀντιφάνης ὁ Βεργαῖος?, Antiphánēs ho Bergâios; Berge, IV secolo a.C. – ...) è stato uno scrittore greco antico.

## Biografia
Di Berge, in Tracia, Antifane dovrebbe essere stato attivo nella generazione successiva a quella di Platone, visto che un aneddoto di Plutarco lo fa citare da un allievo del filosofo ateniese come loro contemporaneo. Dovrebbe, dunque, essere vissuto tra IV e III secolo, come prova anche il fatto che sia citato da Alessi, contemporaneo di Menandro.

## Opere
Antifane fu autore di Apista (Cose incredibili), opera decisamente virata verso la paradossografia: tuttavia, fu ritenuto un consapevole impostore, poiché scrisse con il dichiarato intento di far credere vero ciò che raccontava. Un esempio era il racconto su una città così fredda che la voce emessa si congelava e solo con lo scioglimento dei ghiacci poteva essere udita di nuovo. Da quest'impostura derivò, nell'uso comune, il verbo bergaízein, usato con il senso di "raccontare frottole" e l'utilizzo dei racconti antifanei in Luciano di Samosata come modello per la sua Storia vera.

Altra opera a lui attribuita era un opuscolo Sulle etere, di cui restano 4 frammenti.